# Euchilichthys dybowskii
Euchilichthys dybowskii es una especie de peces de la familia Mochokidae en el orden de los Siluriformes.

## Morfología
• Los machos pueden llegar alcanzar los 11,2 cm de longitud total.
- Número de  vértebras:31-32.[1][2]

## Reproducción
Es ovíparo.

## Hábitat
Es un pez de agua dulce. y de clima tropical.

## Distribución geográfica
Se encuentran en África: río Ya ( cuenca del río Congo en Camerún ).